# 小行星2650
小行星2650（2650 Elinor）是一颗绕太阳运转的小行星，为主小行星带小行星。该小行星于1931年3月14日发现。
該小行星以小行星中心的助理埃莉諾·蓋茨（Elinor Gates）命名。

## 轨道参数
小行星2650的轨道半长轴为2.6353550 UA，离心率为0.199。